# Batalha de Kismayo (2008)
Batalha de Kismayo teve inicio em 20 de agosto de 2008, quando os combatentes islamistas do al-Shabaab e da União das Cortes Islâmicas (UCI) iniciaram uma ofensiva para conquistar o porto de Kismayo, ao sul da Somália, das milícias pró-governo. Três dias de combates teriam matado 89 pessoas e ferido mais de 207. A al-Shabaab tomou a cidade em 22 de agosto.

## Antecedentes
A al-Shabab, lutando como parte da União das Cortes Islâmicas, foi expulsa de Kismayo em janeiro de 2007, depois que as forças etíopes invadiram a Somália para apoiar o governo interino na luta para assumir o controle de grande parte do centro e do sul da Somália. De acordo com o presidente interino da Somália, Abdullahi Yusuf, Kismayo não estava sob o controle do governo de transição apoiado pela Etiópia e não havia forças etíopes na área no momento da batalha; as milícias dos clãs em Kismayo afirmaram ser parte do governo, no entanto. Nos meses anteriores à batalha, Kismayo era considerado pacífico em comparação com Mogadíscio, a capital.

## Combates
As milícias dos clãs marehan, lideradas pelo ex-senhor da guerra que tornou-se parlamentar Barre Hirale, sofreram pesadas derrotas, e o carro pessoal de Hirale teria sido capturado por combatentes islâmicos. De acordo com testemunhas, em 22 de agosto ocorreram os combates mais intensos, com ambos os lados usando muitas armas pesadas, incluindo armas anti-aéreas.

## Resultado
Os combates em Kismayo teriam desalojado cerca de 35.000 pessoas. Após a retirada dos combatentes de Hiiraale, a al-Shabaab iniciou um processo de desarmamento pacífico visando grupos armados locais que contribuíram para a insegurança em Kismayo. No início de setembro, foi imposto um toque de recolher noturno.
Uma nova administração distrital foi estabelecida em 6 de setembro de 2008. Seus membros supostamente representavam a União das Cortes Islâmicas e a al-Shabaab (três membros cada), além de um clã local (um membro) que havia tomado parte no ataque militar. A legitimidade da administração foi posteriormente contestada, no entanto, visto que a União das Cortes Islâmicas e os anciãos dos clãs locais alegaram que a al-Shabaab não os havia consultado adequadamente.
Em 28 de setembro de 2012, tropas do exército do Quênia e milícias do Movimento Raskamboni capturaram a cidade dos insurgentes do al-Shabaab durante a Batalha de Kismayo (2012). Esse seria o ponto culminante do ataque queniano pela Operação Linda Nchi na Somália, que havia começado no final do ano anterior.